# Алтайская, Вера Владимировна
Ве́ра Влади́мировна Алта́йская (21 мая 1919, Петроград — 28 декабря 1978, Москва) — советская актриса театра и кино, ставшая популярной благодаря своим ролям в детских сказках и комедиях.

## Биография
Согласно официальной биографии, Вера Владимировна Алтайская родилась 21 мая 1919 года в Петрограде. Её приемным отцом был писатель Константин Николаевич Алтайский-Королёв. По документам, это произошло на год раньше, 21 мая 1918 года. В записи о крещении, совершенном в Екатерининской церкви на Васильевском острове, указано, что родителями девочки были «слушатель минного класса Учебного отряда подводного плавания, мичман Владимир Михайлович Сергиев и законная жена его Вера Петровна». Владимир Михайлович Сергиев (Сергеев) родился 22 апреля 1895 года в семье священника вятского села Сретенское, в 1915 году окончил Морской корпус, участвовал в Гражданской и Великой Отечественной войнах. Его старший брат — морской офицер и исследователь Арктики Михаил Сергеев. 
В конце 1930-х годов переехала в Москву, где в 1940 году окончила актёрскую школу при киностудии «Мосфильм», после чего работала в Театре-студии киноактёра. На киноэкранах дебютировала в 1939 году, а первую крупную роль исполнила в фильме «Машенька» в 1942 году.
Алтайская была награждена медалью «За доблестный труд в Великой Отечественной войне».
Популярность актрисе принесли отрицательные роли в детских сказках и комедиях — Нина Павловна («Жених с того света», 1958), Тётушка-непогодушка («Марья-искусница», 1959), Анна Шкапидар («Евдокия», 1961), Асырк («Королевство кривых зеркал», 1963), Старуха («Морозко», 1964), Старушка-веселушка («Варвара-краса, длинная коса», 1969), Кухарочка («Золотые рога», 1972) и др.
Помимо этого, актриса появилась в фильмах «Это было в Донбассе» (1945, роль Маруси), «Земля и люди» (1955, роль Матильды), «Огонь, вода и… медные трубы» (1967, роль дочери Бабы Яги) и многих других.
Последние годы жизни страдала от алкоголизма. Умерла 28 декабря 1978 года в Москве в возрасте 59 лет. Урна с прахом актрисы захоронена в колумбарии на Ваганьковском кладбище, секция 8, рядом с прахом её родителей. Здесь же впоследствии был захоронен прах её дочери Светланы.

## Личная жизнь
Вера Алтайская была замужем за актёром Алексеем Консовским. В браке в 1941 году родилась дочь Светлана (ум. 1994), которая работала в комитете по телевидению и радиовещанию. Вместе с мужем она появилась в нескольких картинах 1940-х годов, прежде чем в 1949 году они развелись.

## Фильмография
| Год  | Фильм                                    | Роль                                                 |
| ---- | ---------------------------------------- | ---------------------------------------------------- |
| 1939 | Личное дело                              | пионервожатая                                        |
| 1940 | Светлый путь                             | Клава                                                |
| 1941 | Дочь моряка                              | работница камбуза (нет в титрах)                     |
| 1941 | Мечта                                    | покупательница в лавке (нет в титрах)                |
| 1941 | Цветные киноновеллы (новелла «Свинопас») | принцесса                                            |
| 1942 | Машенька                                 | Вера                                                 |
| 1942 | Сын Таджикистана                         | Лена                                                 |
| 1943 | Лермонтов                                | Александра Кирилловна Воронцова-Дашкова, графиня     |
| 1944 | Большая земля                            | Антонина Ушакова                                     |
| 1944 | Жила-была девочка                        | мать Кати                                            |
| 1945 | Это было в Донбассе                      | Маруся Шелкопляс                                     |
| 1946 | Освобождённая земля                      | Танька, сноха Мулюка                                 |
| 1950 | Кавалер Золотой Звезды                   | колхозница                                           |
| 1954 | Анна на шее                              | дама в карете (нет в титрах)                         |
| 1955 | Земля и люди                             | Матильда                                             |
| 1955 | Секрет красоты (короткометражка)         | клиент парикмахерской                                |
| 1956 | Поэт                                     | машинистка                                           |
| 1956 | Человек родился                          | нянечка в роддоме (нет в титрах)                     |
| 1958 | Жених с того света                       | Нина Павловна, невеста Петухова                      |
| 1958 | Наш корреспондент                        | жена Сергеева                                        |
| 1958 | По ту сторону                            | официантка                                           |
| 1958 | Шли солдаты…                             | хозяйка избы                                         |
| 1959 | В нашем городе (короткометражка)         |                                                      |
| 1959 | Марья-искусница                          | Тётушка-Непогодушка                                  |
| 1959 | Снежная сказка                           | Продажная Душа                                       |
| 1959 | Произведение искусства (короткометражка) | пациентка доктора (нет в титрах)                     |
| 1959 | Соната Бетховена (короткометражка)       |                                                      |
| 1960 | Дом с мезонином                          | Любовь Ивановна                                      |
| 1960 | Мёртвые души                             | дама на балу                                         |
| 1960 | Хлеб и розы                              | Маланья                                              |
| 1961 | Вечера на хуторе близ Диканьки           | жена кума Панаса                                     |
| 1961 | Евдокия                                  | Анна Шкапидар                                        |
| 1963 | Королевство кривых зеркал                | Асырк                                                |
| 1963 | Человек, который сомневается             | заведующая чайной                                    |
| 1964 | Морозко                                  | старуха, мачеха Настеньки                            |
| 1965 | Гадюка                                   | проводница                                           |
| 1965 | Заблудший                                | подруга Пелагеи, буфетчица                           |
| 1966 | Фитиль                                   | Нюра, продавщица в магазине                          |
| 1966 | Серая болезнь                            | медсестра                                            |
| 1966 | Анетта                                   | Анетта                                               |
| 1967 | Огонь, вода и… медные трубы              | дочь Бабы-Яги, невеста Кощея                         |
| 1968 | Мужской разговор                         | тётя Лиза, жена дяди Юры                             |
| 1968 | Переходный возраст                       | тётя Поля, уборщица                                  |
| 1969 | Варвара-краса, длинная коса              | старушка-веселушка                                   |
| 1969 | Главный свидетель                        | Маланьина, сваха                                     |
| 1969 | Тренер                                   | тётя Саша                                            |
| 1971 | Мальчики                                 | Роза Михайловна, аккомпаниатор на выездных концертах |
| 1972 | Золотые рога                             | кикимора Кухарочка                                   |
| 1974 | Ищу мою судьбу                           | Дарья                                                |
| 1974 | Птицы над городом                        | учительница                                          |
| 1975 | Гаспароне (телеспектакль)                | Зиновья                                              |
| 1976 | Так начиналась легенда                   | деревенская жительница                               |
| 1977 | Хомут для Маркиза                        | женщина в коридоре                                   |

#### Озвучивание
1. 1936 — Борцы («Межрабпомфильм» / Студия «Рот-Фронт») — Анна (роль Ингеборги Франке, нет в титрах)
2. 1975 — В стране ловушек (первая серия «Вот и не верь волшебникам») — Тоска зелёная
3. 1975 — Рикки-Тикки-Тави (Центрнаучфильм, Общество детских фильмов Индии) — птица Дарзи